# Élection présidentielle de 1845 en Nouvelle-Grenade
L'élection présidentielle colombienne de 1845 au suffrage indirect s'est tenue en République de Nouvelle-Grenade le 1er avril 1845 pour élire le nouveau président de la République après la fin du mandat du général Pedro Alcántara Herrán.   

## Contexte
Les deux généraux ayant maté la rébellion, Pedro Alcántara Herrán (chef de l'Armée) et Tomás Cipriano de Mosquera (secrétaire à la Guerre), en retirent un grand prestige et une grande influence, ce qui leur permettra d'occuper la présidence respectivement entre 1841 et 1845 et entre 1845 et 1849.    

## Résultats

### Président de la République
| Candidats                  | Premier tour | Premier tour | Second tour | Second tour |
| Candidats                  | Votes        | %            | Votes       | %           |
| -------------------------- | ------------ | ------------ | ----------- | ----------- |
| Tomás Cipriano de Mosquera | 762          | 45,7         | 1,131       | 65,36       |
| Pedro Alcántara Herrán     | 475          | 28,5         | 533         | 34,64       |
| José María Obando          | 427          | 25,6         |             |             |
| Total                      | 1,664        | 100          | 1,664       | 100         |

### Élection du Vice-président
| Candidats              | Premier tour | Premier tour | Second tour | Second tour | Troisième tour | Troisième tour |
| Candidats              | Votes        | %            | Votes       | %           | Votes          | %              |
| ---------------------- | ------------ | ------------ | ----------- | ----------- | -------------- | -------------- |
| Rufino Cuervo          | 18           | 31,9         | 19          | 34,0        | 34             | 62,2           |
| Pedro Alcántara Herrán | 20           | 34,2         | 21          | 35,1        | 23             | 37,8           |
| José María Obando      | 19           | 33,9         | 17          | 30,9        |                |                |
| Total                  | 57           | 100          | 57          | 100         | 57             | 100            |